# Malva multiflora
Málva multiflóra (лат.) — вид травянистых цветковых растений из рода Мальва семейства Мальвовые. Встречается в Средиземноморье.

## Ботаническое описание

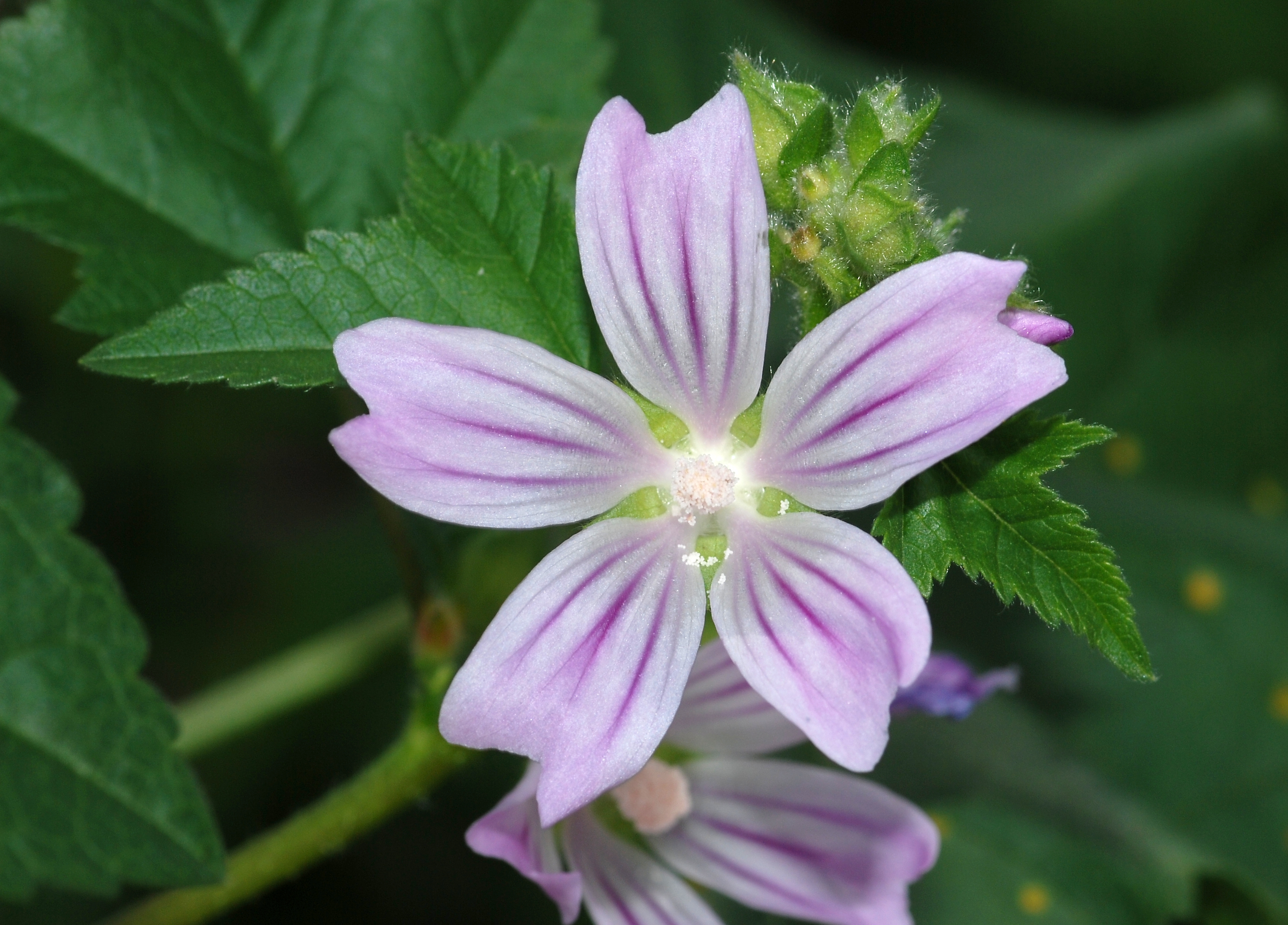
Цветок

Однолетнее или двулетнее травянистое растение.
Высота стебля растения — от одного до трёх метров.
Листья растения с плоскими или волнистыми краями, слегка волосатые, до 10 сантиметров в длину. Лепестки цветков от 1 до 1,6 см. Лепестки бывают розового и сиреневого цвета. Цветки крупные. Плод растения имеет форму диска, в котором насчитывается от 7 до 10 сегментов.

## Распространение
Встречается в прибрежных районах Средиземноморья, а также в Северной Африке и на Канарских островах, Нормандских островах и западе Корнуолла, в том числе острова Силли).
Растение также встречается на крупных островах Средиземноморья, включая Балеарские острова, остров Корсика, остров Сардиния, остров Сицилия, Мальтийский архипелаг, а также остров Крит.
Натурализована в южных и центральных районах прибрежной Калифорнии, включая острова Сан-Клементе, а также в штате Виктория, на побережье Западной Австралии и в Новой Зеландии.

## Синонимы
Гомотипные:
- Malope multiflora Cav., 1785

Гетеротипные:
- Lavatera cretica L., 1753
  - Althaea cretica (L.) Kuntze, 1891, nom. illeg.
  - Anthema cretica (L.) Medik., 1787
  - Anthema scabra Moench, 1794, nom. superfl.
  - Malva cretica (L.) Pau, 1889, nom. illeg.
  - Malva hederifolia Vis., 1851, nom. superfl.
  - Malva linnaei M.F.Ray, 1998, nom. superfl.
  - Malva pseudolavatera Webb & Berthel., 1836, nom. nov.
- Lavatera empedoclis Ucria, 1793
- Lavatera neapolitana Ten., 1811
  - Anthema tenoreana C.Presl, 1826, nom. superfl.
- Malva willkommiana Scheele, 1848